# Ngipik (Gresik)
Ngipik is een bestuurslaag in het regentschap Gresik van de provincie Oost-Java, Indonesië. Ngipik telt 1775 inwoners (volkstelling 2010).